# 蚕影神社
蚕影神社（こかげじんじゃ）は、茨城県つくば市神郡にある神社。正式表記（旧字体）は蠶影神社。通称は蚕影山（こかげさん）神社。全国にある蚕影神社の総本社。古名は「蚕影山桑林寺」「蚕影明神」など。近代社格制度に基づく旧社格は村社。

## 概要

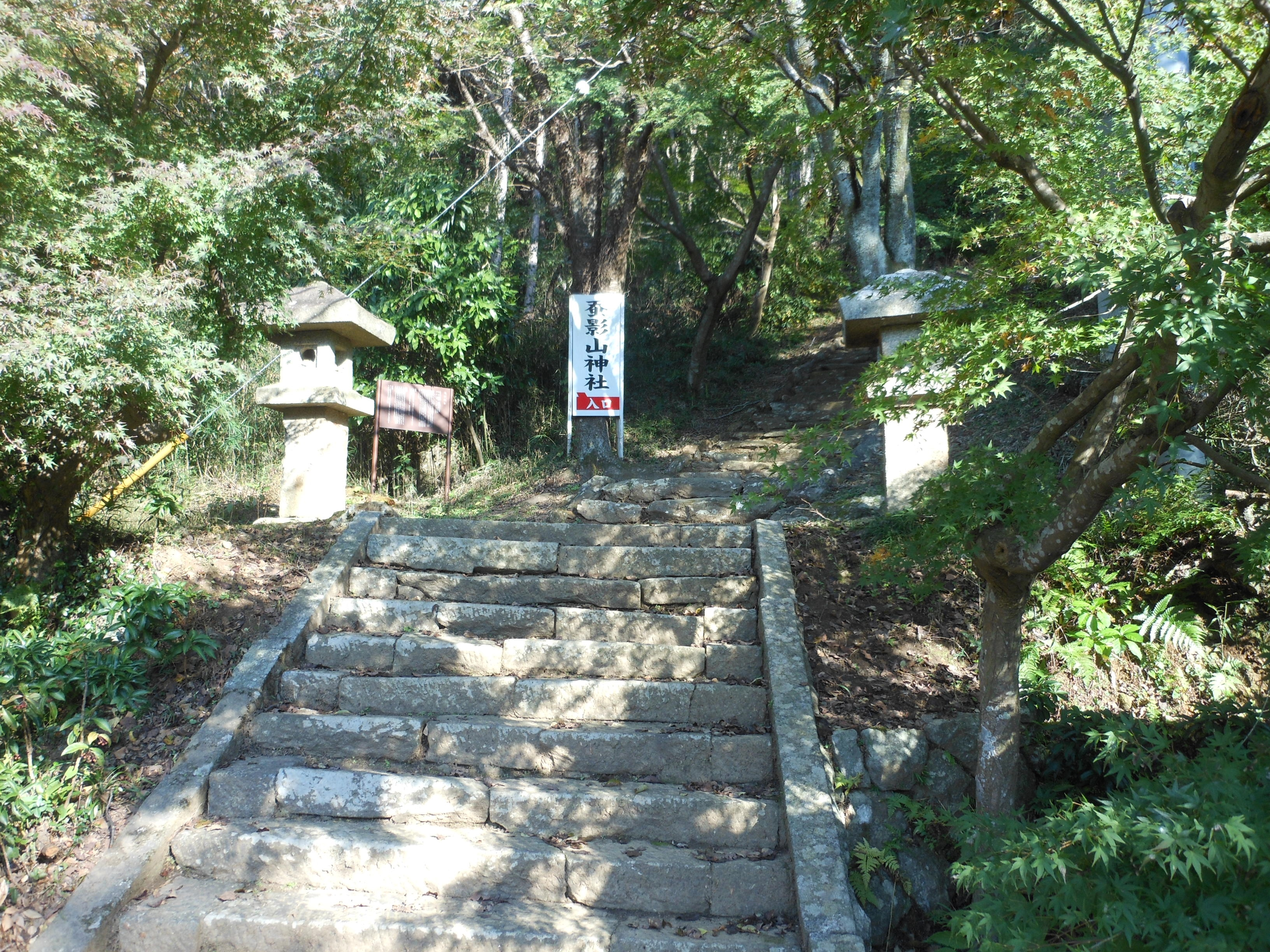
蚕影神社の石段

筑波山地の不動峠から多気山（城山、じょうやま）にかけての山腹北側に鎮座する。山稜を挟んで南側には平沢官衙遺跡や中台遺跡といった遺構が分布している。入口は筑波山神社の表参道であったつくば道から神郡（かんごおり）館（たて）地区に分岐する道の突き当たりにあり、社殿までは長い石段が続く。
神社がある山を俗に子飼山（大日本地名辞書）、蚕飼山（筑波名跡誌）、神郡山などという。「蚕影山」は寺院時代の山号である。
蚕影山の縁起譚は版本などで伝承され、櫻井晩翠の『日本一社蠶影神社御神徳記』（1929年、昭和4年）は「抑も當神社は我國養蠶の始」とし、筑波名跡誌にある神郡豊浦が日本養蚕の始めの地とする記述を紹介している。
日本全国で養蚕が盛んだった明治・大正時代には多くの参拝客で賑わっていたが、2017年（平成29年）現在は参拝者の姿はまれで、石段はところどころ崩れかけ、草木が侵入している。
名物は蚕影羊羹であり、唯一営業を続けていた茶店「春喜屋」で販売されていたが、2024年1月時点で閉店した。駐車場はない。

## 祭神
主祭神
和久産巣日神
埴山姫命
木花開耶媛命
合併
大夫神社（大己貴命）
六所神社（筑波男神（伊弉諾尊）、筑波女神（伊弉册尊）、天照大御神、月読命、素盞嗚尊、蛭兒命、生馬命）
稲荷神社（倉稲魂命）
天満神社（菅原道真公）
浅間社（木花咲耶姫命）
山ノ神社（猿田彦命）
國神神社（国常立命）
稲荷神社（倉稲魂命）

### 祭礼
例祭日は10月23日である。2023年以降は日曜日に行われている。

### 神社整理
蚕影神社は旧田井村の村社として、明治時代の神社整理により以下の神社の合併を受けた。いずれも合併時点で旧無格社だった。
- 1907年（明治40年）8月、大夫神社

- 1909年（明治42年）6月、六所神社。生馬命は、1907年（明治40年）に六所神社に合祀された神馬社の祭神である。

- 1915年（大正4年）10月、杉木（すぎのき）の稲荷神社、天満神社、浅間社、山ノ神社、及び大貫の國神神社、稲荷神社

### 六所神社
蚕影神社で祀られている六所神社は、元は逆川を挟んだ山麓の臼井字六所にあった神社である。
観光地誌（筑波郡案内記）に「筑波山神二座と摂社四座を合祀したる名称にして、もと郷の宮ともいひ、筑波山神の遥拝殿たりしもの、されば、御座代祭も此所にて行はれきといふ。徳川幕府時代朱印地二十石ありき」とあり、元々は筑波山神社の里宮として御座替祭を行なっていたという。そのため「御座替宮」という名称があったほか、摂社四座に天照大御神（稲村神社）が祀られていることから「六所皇大神宮」「六所神宮」とも尊称された。大日本地名辞書では「六所明神」と記載されている。筑波神と摂社四座を合わせた「六所神」という括りの名残は、つくば市泉の六社神社にもみられるものである。
近代社格制度の時代においては旧無格社に留まり、1908年（明治41年）に廃絶の決定がなされ、蚕影神社に合併した。同じ臼井にある飯名神社や白瀧神社は旧無格社として存続している。
六所神社の伝承として、筑波郡案内記に「延暦年間坂上田村麿東征の途次、馬具、宝剣、神鏡を納めて、凱旋を奉告したりとか、明治3年（1870年）暴風の為め社頭の老杉吹折れて、石材の華表を砕きけるが、中より経三寸五分、厚さ二分、丸型銅製の鏡の如きもの現はれ、且つ鳥居の裏面に征夷大将軍坂上田村麿建立之と刻せられたれば、現に同社の宝庫に秘蔵せりと。この宝庫亦大同年間（806-810年）の建築にかかり、其趣誠に珍奇とすべしものありし由なり」とあるが、鳥居から発掘されたという鏡の現況は不明である。1936年（昭和11年）発行の茨城大観には「（鳥居の裏面に刻せられた文字が）同社の宝庫に秘蔵してあるといふ人もある」というさらに曖昧な伝聞が記されている。
六所神社の旧址は「奣照修徳会」という新宗教団体が早くから整備している。同地には旧登山道である白瀧古道の入口、要石、古い小祠等の確実な旧跡や史跡が残っている。ただし、旧六所神社に関連する石碑とともに、新宗教団体の信仰を示す石碑も祀られているため、復祀した単立社というよりは、新宗教関連社である。

### その他の沿革
- 貞享年間（1684年 - 1688年）、本殿（三間社流造）造立。

- 1882年（明治15年）4月、村社に列格[6]。

- 2009年（平成21年）6月6日公開の映画『ガマの油』（役所広司監督）のつくば市におけるロケーション撮影は、主に蚕影神社で行われた[7]。

## 由緒

### 創建
創建年代は諸説ある。
正伝（境内案内板）は、成務天皇御代（131-190年）、筑波国造阿閉色命の創祀とする。霊地を守護するために、後に蚕影山桑林寺が建立されたとある。つくば市沼田にある6世紀頃築造という八幡塚古墳は、阿閉色命の陵墓との説がある。
別伝には、以下のようなものがある。
- 当社に伝わる金色姫伝説によれば、欽明天皇御代（539-571年）の創祀である。
- 筑波郡案内記（観光地誌）は、延長4年（926年）、筑波国造権太夫良平の創祀とする。
- 常山総水（観光地誌）は、崇神天皇御代、蚕影山大権現として創祀されたとする。

正伝では筑波国造の創祀とされており、筑波山神社とも関わりが深い神社といえる。筑波山神社の御座替祭を構成する祭祀に神衣祭と神幸祭があり、いずれも神衣を祭器としているが、蚕影神社は神衣を織るための養蚕、製糸、機織の技術伝来の地として、養蚕の神を祀っている。神社手前にある「館（たて）」という集落の名称についても「古へ縦布里（たてぬのさと）と称し、大夫といへる里正の館を構ひし所路傍の小祠、太夫宮は即ち之を祭れるものなりと」（筑波郡案内記）とする伝承がある。また、西方にあるつくば市漆所（うるしじょ）にも初酉（はつとり）神社があり、機織部に起源を持つ服部連の祖神、天御桙命を祀っている。伝承にはないが、服部神社から変化したのではないかとされている。
新編常陸国誌に蚕影神社に関する記載はない。神郡の名称について「此地古の筑波神領なるに因て、此名ありと云ふ」と記されている。
大日本地名辞書には「神郡の東、子飼山の中に在り、此辺を館とも字せり。子飼山は、其高頂二百米突に達し、阿自久麻山といふも、此歟との説あり。筑波名跡志云、蚕養山に、蚕影明神の社あり、日本養蚕の始といふ、酒匂（さか）川を渡り、右の方に見ゆ、筑波嶺より三里麓の名所なり、万葉集に「つくはねの新桑眉（にひぐはまよ）の衣はあれど君が見けしはあやにきまほし」とよまれたり、合考すべし」とあり、「あど思へか阿自久麻山のゆづるはの含まる時に風吹かずかも」と合わせて万葉集二首との関連を挙げている。境内案内板には「土地の古老曰く」として作者不詳の一首「常陸なるたてて立野（たてぬ）に織る糸は筑波の山の錦なりけり」が記載されている。
現在は筑波山神社の兼務社となっている。

### 蚕影山信仰
往時、茨城県一帯は養蚕業が盛んで、以下のように養蚕にまつわる地名や神社が多数残っている。
- 河川には鬼怒川（絹川、衣川）、小貝川（蚕飼川）、糸繰川などがある[9]。
- 周辺の旧村名に蚕飼村（現・下妻市）、養蚕村（現・筑西市）、絹川村（現・結城市）があった[9]。県境を越えて、隣接する栃木県小山市には絹村があった[9]。
- 日立市川尻町の蚕養（こがい）神社、神栖市日川（にっかわ）の蚕霊（さんれい）神社は、蚕影神社と同様に金色姫伝説を伝える神社である。蚕影神社と合わせて、これらの3社を「常陸国の三蚕神社」とする括りがある[10]。
- 結城市小森（旧下総国）の大桑神社は、東国に養蚕を伝来した阿波斎部（忌部）氏による創祀と伝えられる。小森は蚕守の変化ともいう。

蚕影山桑林寺は、金色姫伝説に基づき、当地を日本養蚕技術伝来の地とし、金色姫の垂迹としての蚕影山を本尊とする「蚕影山信仰」の総本山だった。世界大百科事典に「全国各地にある蚕影山信仰は、茨城県の蚕影山神社の信仰が流布したもので、この神社の縁起として、養蚕および蚕神の起源を説く金色姫の物語が中世末から近世にかけて語られていた。御伽草子《戒言（かひこ）》もその一つである」とある。
蚕影山信仰は、中世末期から養蚕業が日本の基幹産業であった昭和中期まで、長く現役性を保った。蚕影神社の分社は県内に牛久市と小美玉市（旧小川町）の2社、県外では東京都・群馬県・長野県・福島県・岩手県にある。観光地誌に「養蚕家の崇敬頗る厚く、遠近より参拝するもの極めて多し」（筑波郡案内記）、「筑波町より南を望まば（中略）一条の煙吐き出されて風光転（うた）た遊志を動かすべき所を見む、即ち蚕影山（こかげさん）にして山上蚕影神社の祠あり」（筑波山）等と描かれた。また、参集殿には関東地方各地の養蚕組合・蚕種協同組合・蚕種商・蚕種製造人・糸繭商・養蚕技術員・稚蚕協同飼育所・製糸会社から奉納された額が多数掲げられている。しかし、往古の信仰は養蚕業とともに急速に衰退し、ごく短期間のうちに一村の鎮守に変化した。そうした経緯もあり、壮麗な社殿に対して、境内には茶店や休憩所の廃墟が撤去できないまま残されていた。

### 金色姫伝説
天竺に舞台が及ぶ壮大な伝説で、「日本一社蚕影神社御神徳記」のほか、上垣守国が享和2年（1802年）に著した「養蚕秘録」、伊藤智夫の「絹1 ものと人間の文化史」等の養蚕書に紹介がある。
概略。
- 欽明天皇御代（539-571年）、北天竺の旧仲国の霖夷大王と光契夫人の間に金色皇后（金色姫）という娘がいた。夫人は病で亡くなり、王は後妻となる后を迎えたが、后は金色姫を疎み、王の目を盗んで、姫暗殺の奸計を巡らせた。

- 第一に、獅子王という獣が巣食う師子吼山に捨てさせたが、獅子王は金色姫を襲うことなく丁重に宮殿に送り届けた。第二に、鷲、鷹、熊などが巣食う辺境の鷹群山に捨てさせたが、鷹狩のために派遣された宮殿関係者が発見した。第三に、海眼山という不毛の孤島に流させたが、漂着した漁師に保護された。第四に、清涼殿の小庭に埋めさせたが、約100日も経った頃、地中から光が差したので、王が掘らせたところ、金色姫がやつれた姿で救い出された。事情を知り、姫の行く末を案じた王は桑で作った靭（うつぼ）船に姫を乗せ、海に流した。この船は常陸国の豊浦湊に漂着した。
- 豊浦湊に住む漁師、権太夫夫婦が金色姫を救い面倒を見たが、姫は空しく病に倒れた。ある夜、夫婦の夢枕に姫が立ったので、唐櫃を開いたところ、亡骸はなく無数の虫が動いていた。金色姫が靭船で流れてきたことから、桑の葉を与えたところ、虫は喜んで食べ、次第に成長した。ある時、虫は桑を食べず、頭を上げてわなわなと震え出した[15]。夫婦が心配していると姫が再び夢枕に立ち、この休みは継母から受けた受難の表れだと告げた。「獅子の休、鷹の休、船の休、庭の休を経て、靭船の中で繭を作ることを覚えた」という。姫が告げた通り、虫はしばらくして繭を作った。
- 夫婦は筑波山の「影道（ほんどう）仙人」（蚕影道仙人とも）に繭から綿糸を紡ぐ技術を教わった。さらに筑波に飛来された欽明天皇の皇女各谷姫に神衣を織る技術を教わった。これが日本における養蚕と機織の始まりという。
- 養蚕と機織を営んだ夫婦は、靭船が辿り着いた豊浦に御殿を建立、金色姫を中心に、左右に富士と筑波の神を祀った。

この金色姫が、同県大洗町に伝わる「虚船」伝説の中で船に乗っていた異国の女性のモデルになったのではないか、という説もある。